# Csatlakozási szerződés (India)

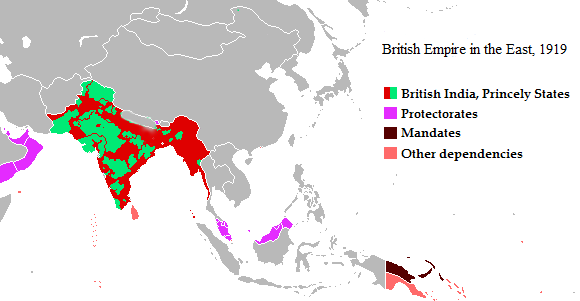
A Brit Birodalom keleten 1919-ben. A térkép a hercegi államokat zöld, a közvetlenül brit ellenőrzés alatt álló területeket pedig piros színnel jelöli.

A csatlakozási okirat egy jogi dokumentum volt, amelyet először az 1935-ös India kormányáról szóló törvény vezetett be, majd 1947-ben, Brit India felosztásánál használtak, hogy lehetővé tegyék a brit hűbéruralom alatt álló hercegi államok uralkodóinak az új domíniumokhoz, mint India, vagy Pakisztán való csatlakozást.

## Háttér
565 fejedelmi állam létezett Indiában a brit uralom idején. Ezek nem voltak részei a tulajdonképpeni Brit Indiának, soha nem voltak a Brit Korona országai, de szorosan kötődtek hozzá az alárendelt szövetség rendszerén keresztül.
Az 1935-ös, India kormányáról szóló törvény vezette be a csatlakozási szerződés fogalmát, amely alapján a hercegi állam uralkodója csatlakozhat királyságával az Indiai Államszövetséghez. Az államszövetség elgondolását az indiai hercegek eleinte ellenezték, mégis a hercegi államok csatlakozása szinte teljes volt a második világháború kitörésének idején.
1947-ben a britek véglegesítették terveiket India elhagyására, de a hercegi államok jövője talány maradt számukra. Mivel nem voltak britek, a britek nem oszthatták szét államaikat az újonnan megalakult független államok, India és Pakisztán, között. Az India függetlenségéről szóló 1947-es törvény leszögezte, hogy a brit korona fennhatósága a hercegi államok felett egyszerűen megszűnik 1947. augusztus 15-i hatállyal. Ez a felállás a hercegi államokat teljesen függetlenné tette volna, bár sokan közülük már függő viszonyban voltak az Indiai kormánytól védelmi, pénzügyi és egyéb infrastrukturális kötődések miatt. A függetlenséggel minden egyes uralkodó eldönthette, hogy állama Indiához vagy Pakisztánhoz óhajt csatlakozni, esetleg független marad.

## Az államok csatlakozása az új domíniumokhoz
A Csatlakozási okirat egy jogi dokumentum, melynek célja, a hercegi állam csatlakozásának végrehajtása, amennyiben ez aktuális. Tartalmát az egyik oldalról az indiai kormány hajtotta végre, a másikról pedig az egyes hercegi államok uralkodói külön-külön.
Egyike az ilyen fontos csatlakozásoknak Hari Szing maharadzsa, Dzsammu és Kasmír uralkodójának 1947. október 26-i aláírása volt. Ez engedte át az irányítást Dzsammu és Kasmír felett az Indiai kormánynak. Dzsammu és Kasmír csatlakozási kérelmét Lajos Ferenc battenbergi herceg, India alkirálya és főkormányzója, fogadta el 1947. október 27-én.

## Fordítás
Ez a szócikk részben vagy egészben  az   Instrument of Accession című angol Wikipédia-szócikk fordításán alapul.  Az eredeti cikk szerkesztőit annak laptörténete sorolja fel. Ez a jelzés csupán a megfogalmazás eredetét és a szerzői jogokat jelzi, nem szolgál a cikkben szereplő információk forrásmegjelöléseként.